# Primera Divisió 1998-1999
La Primera Divisió 1998-1999 fu la quarta edizione del campionato andorrano di calcio disputato tra il 4 ottobre 1998 e il 30 maggio 1999 e si concluse con la vittoria finale del Principat per la terza volta consecutiva.

## Formula
Il numero di squadre partecipanti tornò ad essere 12 che si incontrarono in turni di andata e ritorno per un totale di 22 giornate con le ultime 4 classificate furono retrocesse in segona Divisió.
La vincente del torneo si qualificò alla Coppa UEFA 1999-2000.
L'Assegurances Doval cambiò nome in Gimnastic Valira, il Magatzems Lima diventò Deportivo La Massana, il Joieries Aurum in FC Engolasters e infine lo Sporting Engordany diventò Sporting Club d'Escaldes.

## Squadre partecipanti
| Club                     | Città               | Posizione 1997-98   |
| ------------------------ | ------------------- | ------------------- |
| Constelació Esportiva    | Andorra la Vella    | Segona Divisió      |
| Deportivo La Massana     | La Massana          | 8°                  |
| FC Encamp                | Encamp              | 3°                  |
| Sporting Club d'Escaldes | Escaldes-Engordany  | 5°                  |
| Inter Club d'Escaldes    | Escaldes-Engordany  | 4°                  |
| Gimnastic Valira         | Escaldes-Engordany  | 11°                 |
| Cava Benito              | Sant Julià de Lòria | 7°                  |
| Principat                | Andorra la Vella    | Campione di Andorra |
| FC Santa Coloma          | Santa Coloma        | 2°                  |
| UE Sant Julià            | Sant Julià de Lòria | 9°                  |
| FC Engolasters           | Engolasters         | 6°                  |
| UE Extremenya            | La Massana          | Segona Divisió      |

Tutte le partite furono disputate nello Estadi Comunal d'Aixovall.

## Classifica
|                    | Pos. | Squadra                  | Pt | G  | V  | N | P  | GF  | GS | DR   |
| ------------------ | ---- | ------------------------ | -- | -- | -- | - | -- | --- | -- | ---- |
| Andorra (bandiera) | 1.   | Principat                | 62 | 22 | 20 | 2 | 0  | 110 | 10 | +100 |
|                    | 2.   | FC Santa Coloma          | 54 | 22 | 17 | 3 | 2  | 64  | 19 | +45  |
|                    | 3.   | FC Encamp                | 43 | 22 | 13 | 4 | 5  | 62  | 30 | +32  |
|                    | 4.   | Inter Club d'Escaldes    | 41 | 22 | 12 | 5 | 5  | 46  | 22 | +24  |
|                    | 5.   | Constelació Esportiva    | 35 | 22 | 11 | 2 | 9  | 52  | 32 | +20  |
|                    | 6.   | UE Sant Julià            | 35 | 22 | 10 | 5 | 7  | 50  | 42 | +8   |
|                    | 7.   | CE Benito                | 31 | 22 | 9  | 4 | 9  | 33  | 29 | +4   |
|                    | 8.   | Sporting Club d'Escaldes | 26 | 22 | 7  | 5 | 10 | 29  | 44 | -15  |
|                    | 9.   | UE Extremenya            | 16 | 22 | 5  | 1 | 16 | 23  | 83 | -60  |
|                    | 10.  | FC Engolasters           | 14 | 22 | 4  | 5 | 13 | 24  | 49 | -25  |
|                    | 11.  | Deportivo La Massana     | 11 | 22 | 3  | 2 | 17 | 22  | 82 | -60  |
|                    | 12.  | Gimnastic Valira         | 5  | 22 | 1  | 2 | 19 | 23  | 96 | -73  |

Legenda:

      Campione di Andorra e ammesso alla Coppa UEFA
      Retrocessa in Segona Divisió
Note:

Tre punti a vittoria, uno a pareggio, zero a sconfitta.

### Verdetti
- Campione di Andorra: Principat
- Qualificato alla Coppa UEFA: Principat
- Retrocesse in Segona Divisió: UE Extremenya, FC Engolaster, Deportivo la Massana, Gimnastic Valira